# Yaku Pérez Guartambel
Yaku Sacha Pérez Guartambel (Cachipucara, Cuenca, 26 de febrero de 1969) es un político y abogado ecuatoriano. Fue presidente de la Confederación de Pueblos de la Nacionalidad Kichwa (ECUARUNARI) de 2013 a 2019, desde donde participó en manifestaciones durante el gobierno de Rafael Correa. En 2017, fue elegido presidente de la Coordinadora Andina de Organizaciones Indígenas. En las elecciones seccionales de 2019, fue elegido como prefecto del Azuay y participó en las manifestaciones de octubre de 2019 durante el gobierno de Lenín Moreno. Fue elegido por la organización política Pachakutik como candidato a la presidencia del Ecuador para las elecciones de 2021. En 2023, volvería a candidatearse, esta vez por la Alianza Claro Que Se Puede. Para las elecciones de 2025, Pérez será candidato a la Asamblea Nacional respaldado por el Movimiento AMIGO

## Biografía
Nació en la comunidad de Cachipucara, de la parroquia Tarqui del Cantón Cuenca la noche del 26 de febrero de 1969. Fue registrado con los nombres de Carlos Ranulfo; y el 9 de agosto del 2017 cambió legalmente ante el Registro Civil su nombre por Yaku Sacha, que en lengua quichua significa «agua del monte».
Es doctor en Jurisprudencia por la Universidad Católica de Cuenca, con especializaciones en justicia indígena, derecho ambiental, derecho penal y criminología, y con un diplomado en gestión de Cuencas Hidrográficas y Población.
Desde 1994, se dedicó a la protección de los recursos naturales, principalmente al agua, de la minería perteneciendo a la Unión de Sistemas Comunitarios de Agua del Azuay y la Federación de Organizaciones Indígenas y Campesinas.  Fue elegido concejal de Cuenca en 1996, por la organización política Pachakutik.  En 2002, participó en protestas contra Lucio Gutiérrez en contra de la privatización del agua.  En 2011, fue acusado de sabotaje y terrorismo por obstaculizar las vías en protesta contra el proyecto minero de Quimsacocha.
En 2013, fue elegido presidente de la ECUARUNARI y, en 2015, participó en las manifestaciones contra las enmiendas constitucionales, alentando a dirigirse al Palacio de Carondelet. Los dirigentes de aquella jornada: Salvador Quishpe, Carlos Pérez Guartambel, Marcia Caicedo, Jorge Herrera, entre otros, que intentaron romper el cerco policial. Las protestas dejaron como saldo más de 16 policías heridos y alrededor de 20 detenidos, entre los cuales estaban Pérez y Quishpe.
En el 2016, ante las elecciones presidenciales, participó en las primarias de Pachakutik, donde al final fue elegida Lourdes Tibán. En enero de 2017, fue elegido presidente y coordinador de la Coordinadora Andina de Organizaciones Indígenas y, en mayo, fue reelecto como presidente de la ECUARUNARI hasta 2019. En la segunda vuelta de las elecciones presidenciales de 2017 apoyó el candidato conservador Guillermo Lasso de CREO contra el oficialista Lenín Moreno de Alianza País.

### Prefectura del Azuay
En 2019, fue lanzado por el partido Pachakutik y ganó la elección para el cargo de prefectura del Azuay. Desde el Parque arqueológico de Pumapungo, Pérez anunció sus primeras acciones al frente de la Prefectura del Azuay: reducir su salario a la mitad e impulsar la consulta popular en contra de la minería para toda la provincia. Desde el Kuri Kancha, situado en la parte más alta del complejo, anunció una "Prefectura del Agua", por lo que su primera actividad oficial sería una minga de reforestación con especies nativas.
Prometió implementar una ordenanza para eliminar gradualmente las bolsas de plástico en la provincia, lo cual fue aprobado por el Consejo Provincial del Azuay en diciembre de 2019. Para reducir la contaminación del aire, promovió el uso de la bicicleta como medio de transporte urbano, mediante el proyecto "BambuBici".
El 2 de octubre de 2020, renunció a su cargo de prefecto para participar como candidato presidencial para las Elecciones Generales de 2021. El Consejo Provincial aceptó la renuncia de Pérez el 5 de octubre de 2020 y asumió el cargo la viceprefecta Cecilia Méndez.

### Candidatura presidencial
Pérez participó como candidato del movimiento Pachakutik, brazo político de la organización indígena ecuatoriana Conaie, y fue uno de los tres candidatos favoritos en la primera vuelta de las elecciones presidenciales ecuatorianas que se desarrollaron el 7 de febrero del 2021. Yaku Pérez renunció el miércoles 19 de mayo de 2021 al Movimiento Pachakutik. Meses después, en agosto, funda un nuevo movimiento político, Somos Agua.
Con las elecciones seccionales acercándose, en 2022, se alió con el movimiento RENACE del exdeportista Jefferson Pérez, quedaría como precandidato a la concejalía de Cuenca, pero luego renunciaría a la candidatura por falta de presupuesto. Apoya la candidatura de Sebastián Cevallos, subdirector de Unidad Popular (UP), a la prefectura de Azuay, mismo partido que ya le había dado respaldo en las elecciones de 2021, sin estar en la papeleta presidencial.
Con la aplicación de la "muerte cruzada" en mayo de 2023, forjo alianza con Unidad Popular, el Partido Socialista Ecuatoriano y Democracia Sí para terciar en las elecciones anticipadas.

## Vida privada
Se casó con Verónica Cevallos, con quien tuvo dos hijas: 
- Ñusta Kruskaya Pérez Cevallos
- Asiri Verónica Pérez Cevallos

Su esposa falleció en 2012 de cáncer.
En 2013, inició una relación con la periodista franco-brasileña Manuela Picq.

## Publicaciones
Yaku Pérez Guartambel ha publicado los siguientes textos académicos:
- La Resistencia. Tercera Edición. Coordinadora Andina de Organizaciones Indígenas (CAOI), Confederación de Pueblos Kichwas del Ecuador (ECUARUNARI).
- Justicia Indígena. Confederación de Nacionalidades Indígenas del Ecuador (CONAIE), Confderefación de Pueblos Kichwas del Ecuador (ECUARUNARI), 2015.
- "Territorio, resistencia y criminalización de la protesta". En: Cuvi, Juan (Editor). La Restauración Conservadora del Correísmo. Quito, 2014.
- Agua u oro: Kimsakocha, la resistencia por el agua. Universidad Estatal de Cuenca, 2012.
- Consultas Comunitarias en el Ecuador. Derecho Irrenunciable de los Pueblos Indígenas. Confederación de Nacionalidades Indígenas del Ecuador (CONAIE), Confederación de Pueblos Kichwas del Ecuador (ECUARUNARI), 2012.